# Magyar Földgáztároló Zrt.
Az Magyar Földgáztároló Zrt. (korábban E.ON Földgáz Storage Zrt. Magyarország egyetlen földgáztároló vállalataként négy földalatti földgáztároló létesítményt üzemeltet, melyek összesen 3740 millió m3 mobilgáz-kapacitással és 51,2 millió m3 napi kitárolási kapacitással rendelkeznek. 2013-ban a vállalat a Magyar Villamos Művek tulajdonába kerül.

## Cégtörténet
Az E.ON Földgáz Storage Zrt. a korábbi MOL Földgáztároló Zrt-ből jött létre 2006-ban, miután 16 hónapos engedélyezési eljárás után az E.ON Ruhrgas International AG (ERI), a páneurópai földgáz-nagykereskedelemmel, földgáztárolással, magas nyomású csővezetéki szállítással, valamint földgázkitermeléssel és földgázforrások kutatásával foglalkozó E.ON Ruhrgas leányvállalata átvehette a MOL Földgázellátó Zrt. és a MOL Földgáztároló Zrt. 100%-os részvénycsomagját. Ezzel a magyar gázkereskedelmi üzletág az E.ON páneurópai gázpiaci üzletága teljesen integrált részévé vált. A magyar állam 2013-ban visszavásárolja az E.ON-tól a földgázüzletágban tevékenykedő két magyarországi leányvállalatát, így az E.ON Földgáz Storage-t is. A 2013. március 28-án aláírt szerződés értelmében a cég 2013 második felében a Magyar Villamos Művek (MVM) tulajdonába került. A tulajdonosváltás után a vállalatot átkeresztelték, új neve Magyar Földgáztároló Zrt. lett.

## A vállalat földgáztárolói

### Zsana
Magyarország legnagyobb földgáztárolójának kiépítése 1992-ben kezdődött meg Zsanán. Az első kitárolására 1996 novemberében került sor, ekkor a tároló kapacitása 600 millió m3 volt. 1999-re a bővítési munkálatoknak köszönhetően 700 millió m3-rel 1,3 milliárd m3-re növelték a tároló kapacitását. A tároló geológiai adottságainak köszönhetően további bővítések során 1,54 milliárd m3-re növelték a kapacitást az ezredforduló után.
2008-ban az E.ON Földgáz Storage újabb nagyarányú fejlesztésbe kezdett. A 32 milliárd forint értékű beruházás során 600 millió m3-rel növelték meg a tároló kapacitását, mellyel a zsanai tároló a közép-kelet-európai térség egyik legnagyobb földgáztárolója lett. A bővítés 2009 őszére készült el. Ezzel Magyarország teljes földgáztároló kapacitása 3,8 milliárd m3-ről 4,4 milliárd m3-re nőtt.
Jellemzői:
- Kitárolási kapacitás: 28 millió m3/nap
- Névleges mobilgáz kapacitás: 1540 millió m3
- Párnagáz: 2170 millió m3
- Betárolási kapacitás: 17,2 millió m3/nap
- Tároló típusa: mészkő, porózus

### Pusztaederics

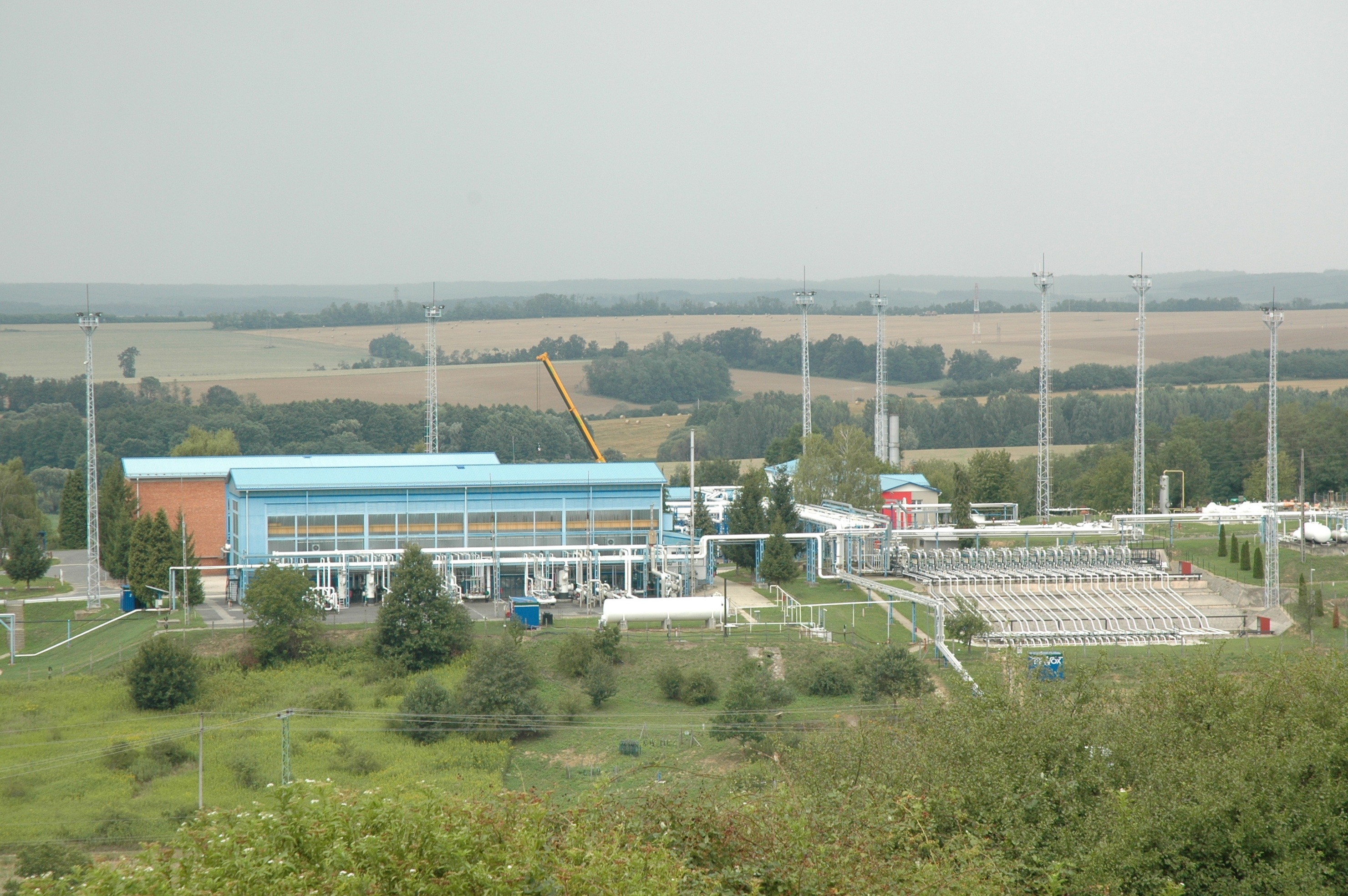
A pusztaedericsi földalatti gáztározó felszíni építményei és berendezései

Pusztaederics környékén már az 1920–1930-as években is folytak kőolaj- és-földgáz kutatási munkálatok. A pusztaedericsi tározó az egykori Hahót–Edericsi letermelt földgázmezőn jött létre. Bár 1972–1979 között is tároltak földgázt a mezőben, a létesítmény csak 1979-ben készült el. A nyolcvanas évek végen 200 millió, 1991-től 300 millió m3 volt a pusztaedericsi tároló kapacitása. Maguk a tárolók Puszatederics és Tófej községek területe alatt fekszenek, átlagosan 1500 méter mélyen.
Jellemzői:
- Kitárolási kapacitás: 2,9 millió m3/nap
- Névleges mobilgáz kapacitás: 340 millió m3
- Párnagáz: 347 millió m3
- Betárolási kapacitás: 2,5 millió m3/nap
- Tároló típusa: homokkő, porózus

### Hajdúszoboszló
A hetvenes évek közepén vetődött fel, hogy a letermelt hajdúszoboszlói földgázmezőből földgáztárolót alakítsanak ki. Azért esett Hajdúszoboszlóra a választás, mivel a helyszínen a szakembergárda adott volt, valamint közel volt az egykori Szovjetunióból érkező importcsővezeték. 1976-ban a hajdúszoboszlói mezőn leállították a kitermelést, hogy elegendő párnagáz maradjon egy földgáztároló kialakításhoz. A munkálatok 1977-ben kezdődtek meg, 1979-ben elkészült a földgáz besajtolására szolgáló kompresszor állomás. 1980-ban 240 millió m3 földgázt sajtoltak be, 1981-ben a tároló kapacitását 400 millió m3-re bővítették. A nyolcvanas évek során további bővítési munkálatok is folytak, a III. ütemű bővítés 1991-ben fejeződött be. A kilencvenes évek végétől átfogó rehabilitációs, rekonstrukciós munkálatok kezdődtek a tároló természetes elhasználódásából fakadó hibák kijavításra.
Jellemzői:
- Kitárolási kapacitás: 20,2 millió m3/nap
- Névleges mobilgáz kapacitás: 1440 millió m3
- Párnagáz: 2133 millió m3
- Betárolási kapacitás: 10,3 millió m3/nap
- Tároló típusa: homokkő, pórusos

### Kardoskút
A kardoskúti földgáztárolót 1978-ban helyezték üzembe, majd három ütemben került sor a tároló bővítésére. A tároló a kedvező geológiai viszonyoknak köszönhetően nagyban hozzájárult a dél-alföldi térség téli földgáz csúcsigényeinek kielégítéshez. 2000 augusztusában egy gázkitörés jelentősen megrongálta a földgáztárolót, kapacitása 40 százalékkal csökkent.
Jellemzői:
- Kitárolási kapacitás: 2,9 millió m3/nap
- Névleges mobilgáz kapacitás: 280 millió m3
- Párnagáz: 310 millió m3
- Betárolási kapacitás: 2,2 millió m3/nap
- Tároló típusa: homokkő, pórusos

## Földgáztárolók szerepe a gázválság idején
2009 januárjában az orosz–ukrán gázvita miatt Magyarország és a közép- és kelet-európai térség gázellátása is veszélybe került. A válság idején naponta 500 millió köbméter földgázzal kevesebb érkezett Magyarországra. Bár az ipari fogyasztók rövid ideig fogyasztási korlátozás alá estek, a lakossági ellátásban nem voltak zavarok. Napokig az E.ON Földgáz Storage öt földalatti földgáztárolója szolgáltatta Magyarország gázellátásának 90%-át.
Klaus G. Hammer akkori E.ON Földgáz igazgatósági elnök szerint azért nem került sor súlyosabb ellátási zavarokra  mivel „a régióban Magyarország rendelkezik az ellátás szempontjából legjobb infrastruktúrával.” Az E.ON Földgáz Storage tárolóiból ebben az időszakban 700 millió köbméter földgázt vettek ki, január 22-éig 10 napon keresztül működtek a tárolók csúcskapacitáson. A bányahatósági engedély alapján egyes tárolók túllépték a szokásos csúcskapacitást a gázválság idején. Így az 51,2 millió m3-es napi kitárolási kapacitást a válság napjaiban 53,3 millió m3-re tudták megemelni.